# Gaylord (Kansas)
Gaylord – miasto w Stanach Zjednoczonych, w stanie Kansas, w hrabstwie Smith.